# Смак (естетика)
Смак — естетична категорія, один з предметів вивчення естетики як філософської дисципліни. Згідно з визначенням Канта, смак є «здатність судити про прекрасне» (нім. das Vermögen der Beurteilung des Schönen sei) чи виведене з моменту пояснення прекрасного: «Смак є спроможністю обсудження певного предмета або певного уявлення завдяки вподобанню або невподобанню без усякого інтересу». Узагальнюючи це поняття, Кант пише, що смак «є спроможністю обсуджування певного предмета у стосунки до свобідної закономірності сили виображення».